# لیردزویل (پنسیلوانیا)
لیردزویل (به انگلیسی: Lairdsville) یک منطقهٔ مسکونی در ایالات متحده آمریکا است که در پنسیلوانیا واقع شده‌است.